# Dragnet (serie televisiva 1989)
Dragnet (Dragnet o The New Dragnet) è una serie televisiva statunitense in 39 episodi trasmessi per la prima volta nel corso di 2 stagioni dal 1989 al 1990.  È il seguito di Dragnet, serie trasmessa dal 1967 al 1970.

## Personaggi
- Vic Daniels (26 episodi, 1989-1991), interpretato da	Jeff Osterhage.
- Carl Molina (26 episodi, 1989-1991), interpretato da	Bernard White.
- capitano Lussen (13 episodi, 1989-1991), interpretato da	Don Stroud.
- capitano Boltz (9 episodi, 1989-1991), interpretato da	Thalmus Rasulala.
- detective (4 episodi, 1989-1990), interpretato da	Raymond Iwata.
- Kim (2 episodi, 1989-1991), interpretato da	Robert Kim.

## Produzione
La serie fu prodotta da The Arthur Company e girata negli studios della Universal a Universal City in California.

### Registi
Tra i registi della serie sono accreditati:
- Georg Fenady (15 episodi, 1989-1991)
- Charles Bail (10 episodi, 1989-1991)
- Sidney Hayers (7 episodi)
- Bob Bralver (4 episodi, 1989-1991)
- Dennis Donnelly (2 episodi, 1990)

## Distribuzione
La serie fu trasmessa negli Stati Uniti dal 1989 al 1990 in syndication. In Italia è stata trasmessa su Canale 5 con il titolo Dragnet.
Alcune delle uscite internazionali sono state:
- negli Stati Uniti il 4 ottobre 1989 (Dragnet o The New Dragnet)
- in Francia il 3 marzo 1991 (Vic Daniels, flic à Los Angeles)
- in Germania Ovest (Polizeibericht)
- in Italia (Dragnet)

## Episodi
| Stagione         | Episodi | Prima TV USA | Prima TV Italia |
| ---------------- | ------- | ------------ | --------------- |
| Prima stagione   | 26      | 1989-1990    |                 |
| Seconda stagione | 26      | 1990         |                 |

## Saga diDragnet
La serie di Dragnet è partita come radiodramma il 3 giugno 1949 e si è poi dipanata attraverso vari seguiti e rifacimenti in serie televisive, film per il cinema e per la televisione dal 1951 al 2004 come segue:
- Dragnet - serie televisiva trasmessa dal 1951 al 1959 (inedita in Italia).
- Mandato di cattura (Dragnet) - film del 1954 diretto da Jack Webb.
- Dragnet - serie televisiva trasmessa dal 1967 al 1970. La serie cambiò nome negli Stati Uniti per ogni stagione con l'aggiunta dell'anno di trasmissione della stagione al titolo (da Dragnet 1967 a Dragnet 1970).
- Dragnet 1966 - film per la televisione del 1969 diretto da Jack Webb.
- La retata (Dragnet) - film del 1987 diretto da Tom Mankiewicz.
- Dragnet (Dragnet o The New Dragnet) - serie televisiva trasmessa dal 1989 al 1990.
- Dragnet (Dragnet o L.A. Dragnet) - serie televisiva trasmessa dal 2003 al 2004.